# Suragina caerulescens
Suragina caerulescens är en tvåvingeart som först beskrevs av Enrico Adelelmo Brunetti 1912.  Suragina caerulescens ingår i släktet Suragina och familjen bäckflugor. Inga underarter finns listade i Catalogue of Life.